# Рута 23
Рута 23 — украинский высокопольный автобус малой вместимости, выпускаемый Часовоярским ремонтным заводом с 2009 года на шасси ГАЗ-33021. Вместимость модели — 22 пассажира.
Автобус представляет собой удлинённую модификацию Рута 25. Стёкла изготовлены в Никополе фирмой ООО «Престиж».
С 2010 года производится также туристический автобус Рута 23.2 Турист.

## Модификации
- Рута 23 — пригородный автобус вместимостью 22 места с двумя автоматическими двустворчатыми дверями.
- Рута 23.2 Турист — междугородний автобус вместимостью 22 места с двумя ручными дверями, пневматической подушкой в задней подвеске, высокими сиденьями с подлокотниками, мягким салоном.
- Рута 23D — модификация пригородного автобуса Рута 23 с дизельным двигателем внутреннего сгорания Cummins ISF2.8ѕ4129р 2,781 л мощностью 120 л. с.
- Рута 23.2D — модификация междугороднего автобуса Рута 23.2 Турист с дизельным двигателем внутреннего сгорания Cummins ISF2.8Ѕ4129Р 2,781 л мощностью 120 л. с.
- Рута 23 Нова (Рута 23 Next) — 22-местный городской автобус длиной 6,870 м, предназначен для перевозки инвалидов, базирован на шасси ГАЗель NEXT, оснащён дизельным двигателем внутреннего сгорания Cummins ISF2.8Ѕ4129Р объёмом 2,781 л, мощностью 120 л. с.[2]
- Рута 23A Нова — 22-местный городской автобус длиной 6,870 м, предназначен для перевозки инвалидов, базирован на шасси ГАЗель NEXT, оснащён бензиновым двигателем внутреннего сгорания УМЗ-4216 объёмом 2,89 л, мощностью 106 л. с., впервые представлен в 2014 году.